# Olympische Sommerspiele 1980/Teilnehmer (Mongolei)
| Gelbes Symbol für Goldmedaillen mit stilisierten Olympischen Ringen | Graues Symbol für Silbermedaillen mit stilisierten Olympischen Ringen | Braundes Symbol für Bronzemedaillen mit stilisierten Olympischen Ringen |
| ------------------------------------------------------------------- | --------------------------------------------------------------------- | ----------------------------------------------------------------------- |
| —                                                                   | 2                                                                     | 2                                                                       |

Die Mongolei nahm an den Olympischen Sommerspielen 1980 in Moskau mit einer Delegation von 43 Athleten (39 Männer und 4 Frauen) an 41 Wettkämpfen in acht Sportarten teil.
Die mongolischen Athleten gewannen je zwei Silber- und Bronzemedaillen. Fahnenträger bei der Eröffnungsfeier war der Freistilringer Dsewegiin Düwtschin.

## Teilnehmer nach Sportarten

### Bogenschießen
Männer
- Njamtserengiin Bjambasüren
Einzel: 19. Platz

- Tserendordschiin Dagwadordsch
Einzel: 23. Platz

Frauen
- Schagdaryn Bjambasüren
Einzel: 23. Platz

- Tsedendordschiin Badsarsüren
Einzel: 29. Platz

### Boxen
- Wanduin Bajasgalan
Halbfliegengewicht: in der 1. Runde ausgeschieden

- Njamyn Narantujaa
Fliegengewicht: in der 1. Runde ausgeschieden

- Tsedengiin Narmandach
Bantamgewicht: in der 1. Runde ausgeschieden

- Rawsalyn Otgonbajar
Federgewicht: in der 1. Runde ausgeschieden

- Galsandordschiin Batbileg
Leichtgewicht: im Viertelfinale ausgeschieden

- Chastyn Dschamgan
Halbweltergewicht: im Achtelfinale ausgeschieden

- Tömöriin Battör
Weltergewicht: in der 1. Runde ausgeschieden

### Gewichtheben
- Adjaagiin Dschügdernamdschil
Fliegengewicht: 8. Platz

- Dordschiin Enchbaatar
Fliegengewicht: Wettkampf nicht beendet

- Damdinsürengiin Boldbajar
Mittelgewicht: 13. Platz

### Judo
- Jandschmaagiin Dordsch
Superleichtgewicht: im Viertelfinale ausgeschieden

- Tsendiin Damdin
Halbleichtgewicht: Silber

- Rawdangiin Dawaadalai
Leichtgewicht: Bronze

- Dowdongiin Daschdschamts
Halbmittelgewicht: im Achtelfinale ausgeschieden

- Dambadschawyn Tsend-Ajuusch
Mittelgewicht: in der 1. Runde ausgeschieden
Offene Klasse: 5. Platz

- Dendewiin Amgaa
Halbschwergewicht: im Achtelfinale ausgeschieden

- Güsemiin Dschalaa
Schwergewicht: in der 1. Runde ausgeschieden

### Radsport
- Luwsandagwyn Dschargalsaichan
Straßenrennen: Rennen nicht beendet
Mannschaftszeitfahren: 19. Platz

- Batsüchiin Chajanchjarwaa
Straßenrennen: Rennen nicht beendet
Mannschaftszeitfahren: 19. Platz

- Dordschpalamyn Tsolmon
Straßenrennen: Rennen nicht beendet

- Daschdschamtsyn Tömörbaatar
Straßenrennen: Rennen nicht beendet
Mannschaftszeitfahren: 19. Platz

- Damdinsürengiin Orgodol
Mannschaftszeitfahren: 19. Platz

### Ringen
- Bujandelgeriin Bold
Leichtgewicht, griechisch-römisch: 5. Platz

- Aduutschiin Baatarchüü
Mittelgewicht, griechisch-römisch: in der 2. Runde ausgeschieden

- Dschamtsyn Bor
Halbschwergewicht, griechisch-römisch: in der 2. Runde ausgeschieden

- Gombyn Chischigbaatar
Papiergewicht, Freistil: in der 2. Runde ausgeschieden

- Nandsadyn Büregdaa
Fliegengewicht, Freistil: 6. Platz

- Dugarsürengiin Ojuunbold
Bantamgewicht, Freistil: Bronze

- Öldsiibajaryn Nasandschargal
Federgewicht, Freistil: 6. Platz

- Dsewegiin Oidow
Leichtgewicht, Freistil: in der 4. Runde ausgeschieden

- Dschamtsyn Dawaadschaw
Weltergewicht, Freistil: Silber

- Dsewegiin Düwtschin
Mittelgewicht, Freistil: 6. Platz

- Daschdordschiin Tserentogtoch
Halbschwergewicht, Freistil: 5. Platz

- Chorloogiin Bajanmönch
Schwergewicht, Freistil: 8. Platz

- Odnoin Bachyt
Superschwergewicht, Freistil: in der 2. Runde ausgeschieden

### Schießen
- Sangidordschiin Adilbisch
Kleinkalibergewehr Dreistellungskampf 50 m: 27. Platz
Kleinkalibergewehr liegend 50 m: 38. Platz

- Mendbajaryn Dschantsanchorloo
Kleinkalibergewehr Dreistellungskampf 50 m: 32. Platz
Kleinkalibergewehr liegend 50 m: 48. Platz

### Turnen
Frauen
- Dawaasürengiin Ojuuntujaa
Einzelmehrkampf: 26. Platz
Boden: 59. Platz
Pferdsprung: 54. Platz
Stufenbarren: 55. Platz
Schwebebalken: 49. Platz

- Daschdsewgiin Ariunaa
Einzelmehrkampf: 35. Platz
Boden: 55. Platz
Pferdsprung: 61. Platz
Stufenbarren: 58. Platz
Schwebebalken: 60. Platz